# Piątkowice

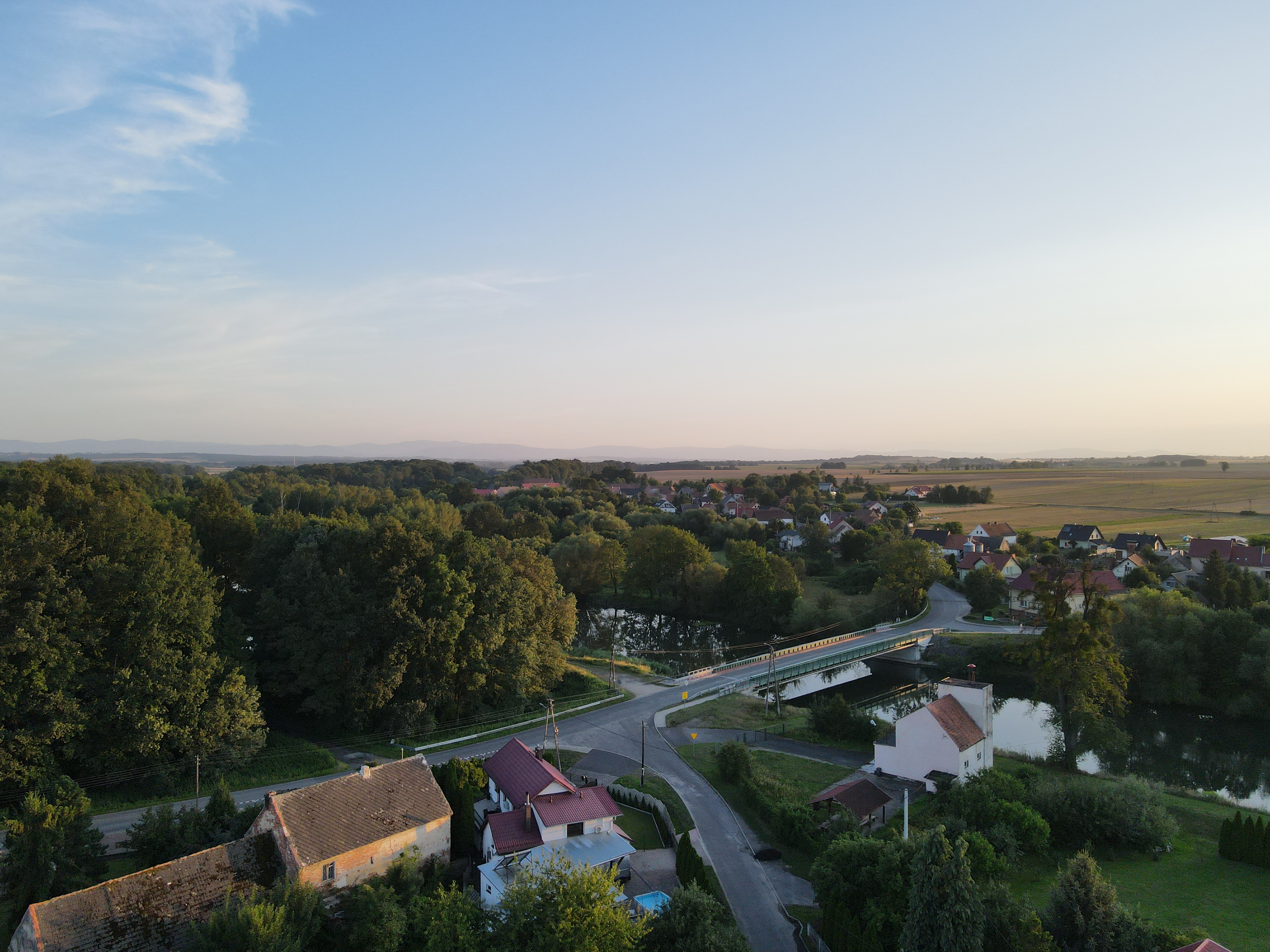
Luftaufnahme Richtung Süden.

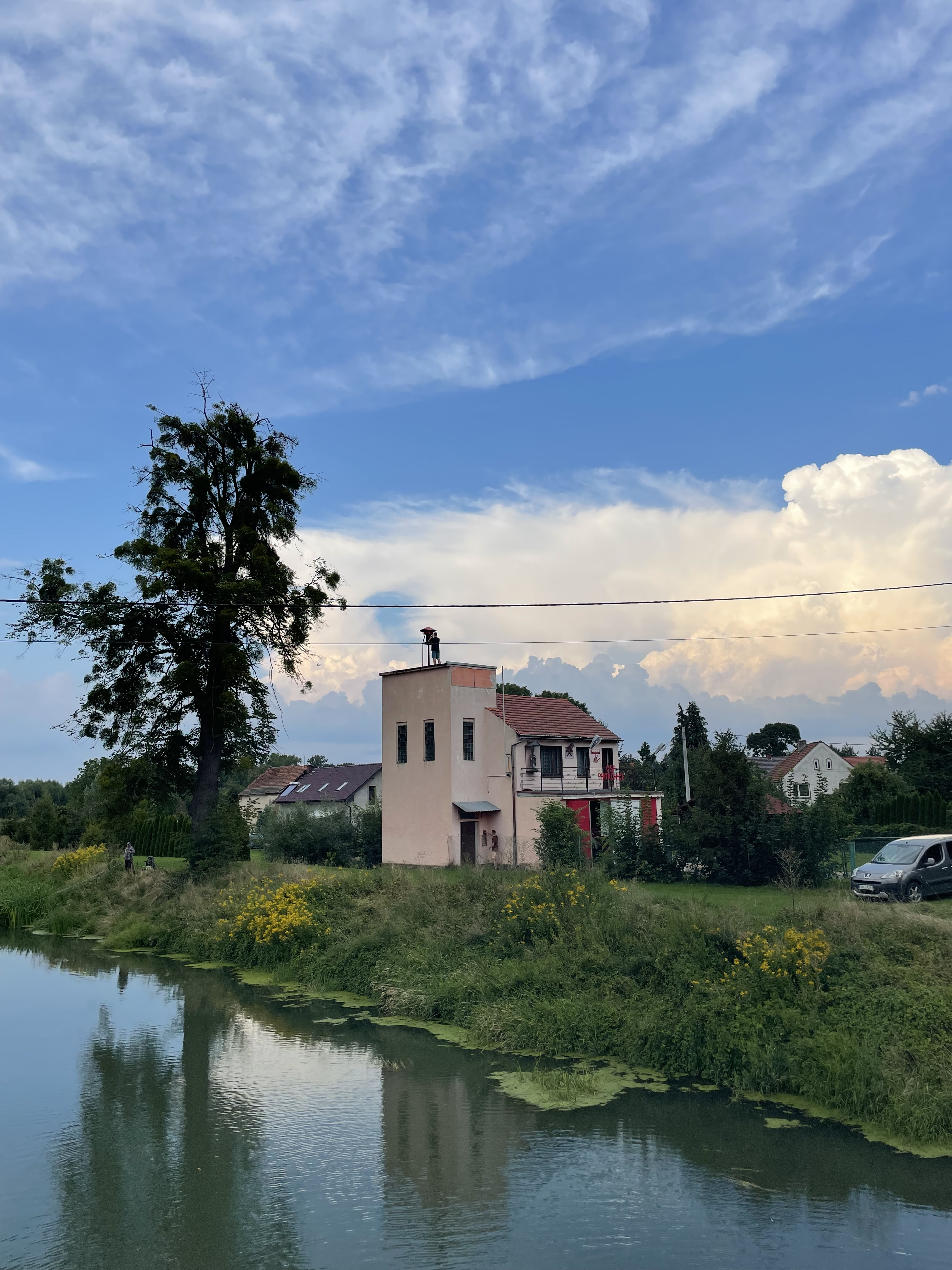
Feuerwehrhaus

Piątkowice (deutsch Rothhaus) ist ein Ort der Landgemeinde Łambinowice im Powiat Nyski der Woiwodschaft Opole in Polen.

## Geographie
Piątkowice liegt im südwestlichen Teil Oberschlesiens, rund neun Kilometer südwestlich von Łambinowice, 10 Kilometer nordöstlich von Nysa (Neisse) und 44 Kilometer südwestlich von Opole in der Nizina Śląska im Tal der Glatzer Neiße. Durch den Ort führt die Woiwodschaftsstraße 406. Südlich liegt der Rotthäuser Wald (Las Piątkowski).
Ortsteile sind Jutrocice Dolne (Klein Jeutriz) und Jutrocice Górne (Groß Jeutriz).
Nachbarorte von Piątkowice sind im Nordwesten Lasocice (Lassoth), im Nordosten Drogoszów (Neusorge), im Osten Jasienica Dolna (Nieder Hermsdorf), im Süden Mańkowice (Mannsdorf) und im Westen Rusocin (Riemertsheide).

## Geschichte
Im Jahr 1351 erwarb das Gut Rothhaus Johannes von Scharfeberg und Kunz von der Stadt Neisse.
Nach dem Ersten Schlesischen Krieg 1742 fiel Rothhaus mit dem größten Teil Schlesiens an Preußen.
Nach der Neugliederung der Provinz Schlesien gehörte Rothhaus zum Landkreis Neisse, mit dem es bis 1945 verbunden blieb. 1845 bestanden im Dorf eine Försterei, eine Tischlerei und 22 Häuser. Die Einwohnerzahl lag damals bei 118, allesamt katholisch. Ab 1874 gehörte die Landgemeinde Rothaus zum Amtsbezirk Nieder Hermsdorf / Lassoth, der aus den Landgemeinden Lassoth, Nieder Jeutritz, Ober Jeutritz, Riemertsheide und Rothhaus sowie den Gutsbezirken Lassoth und Rothhaus bestand. 1885 wurden 662 Einwohner gezählt
Am 1. April 1938 wurden Groß Jeutriz und Klein Jeutriz nach Rothhaus eingemeindet. 1939 wurden 377 Einwohner gezählt.
Als Folge des Zweiten Weltkriegs fiel Rothhaus 1945 mit dem größten Teil Schlesiens an Polen. Nachfolgend wurde es in Piątkowice umbenannt und der Woiwodschaft Schlesien angeschlossen. 1950 wurde es der Woiwodschaft Opole eingegliedert. Seit 1999 gehört es zum Powiat Nyski.
2011 lebten in Piątkowice 344 Einwohner.

## Sehenswürdigkeiten
- St.-Hedwigs-Kapelle in Jutrocice Górne
- Kapelle in Jutrocice Dolne

## Vereine
- Sportverein LZS Mańkowice-Piątkowice
- Freiwillige Feuerwehr OSP Piątkowice

## Persönlichkeiten
- Max Gebbert (1856–1907), deutscher Mechaniker